# Cajvana
Cajvana (allemand: Keschwana) est une ville du județ de Suceava, Bucovine, Moldavie, située dans le nord-est de la Roumanie. En 2011, elle comptait 6 901 habitants.